# Хмельники (Нерльское городское поселение)
Хмельники — деревня в Тейковском районе Ивановской области. Входит в состав Нерльского городского поселения.

## География
Деревня находится в юго-западной части Ивановской области, на расстоянии приблизительно 14 км (по прямой) к юго-западу от города Тейково, административного центра района.

### Часовой пояс
Деревня Хмельники, как и вся Ивановская область, находится в часовой зоне МСК (московское время). Смещение применяемого времени относительно UTC составляет +3:00.

## История
Впервые упоминается в 1840 году. В 1859 году в деревне Суздальского уезда Владимирской губернии насчитывалось 36 дворов, проживало 72 человека.

## Население
| 1859 | 1905 | 2010 |
| ---- | ---- | ---- |
| 72   | ↗124 | ↘0   |

### Национальный состав
Согласно результатам переписи 2002 года, в национальной структуре населения русские составляли 100 % из 6 чел.